# Roy Hertz

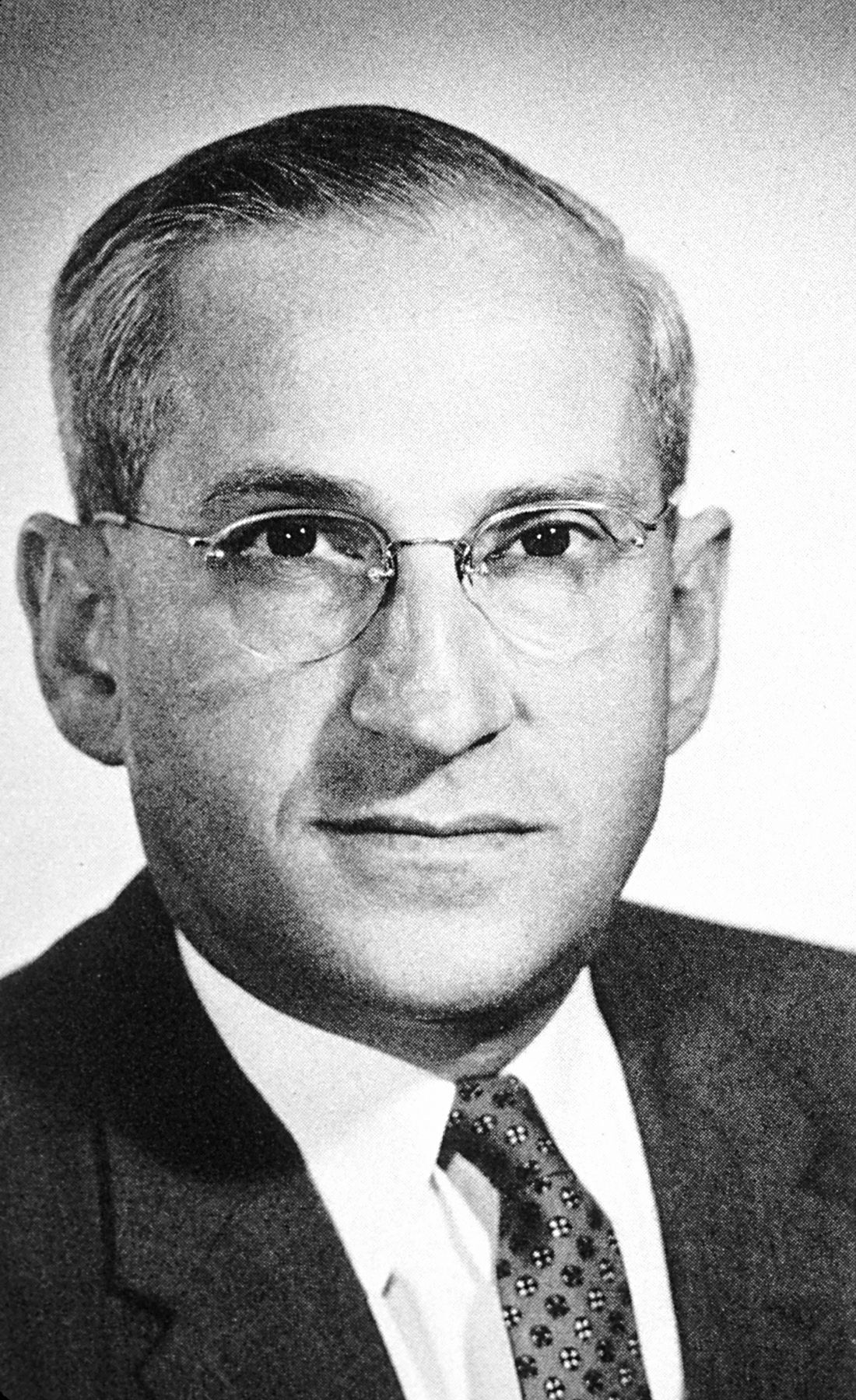
Roy Hertz

Roy Hertz (* 19. Juni 1909 in Cleveland; † 28. Oktober 2002 in Hollywood, Maryland) war ein amerikanischer Endokrinologe und Onkologe. Er wirkte von 1941 bis 1966 für die National Institutes of Health, darunter ab 1946 am National Cancer Institute, und beschrieb die erstmalige erfolgreiche Behandlung eines soliden metastasierenden Tumors durch Chemotherapie. In Anerkennung dieser Leistung wurde er 1972 mit dem Lasker~DeBakey Clinical Medical Research Award ausgezeichnet und in die National Academy of Sciences aufgenommen.

## Leben
Roy Hertz wurde 1909 in Cleveland geboren und erlangte 1930 einen Bachelor-Abschluss an der University of Wisconsin, an der er drei Jahre später auch in Zoologie promovierte und 1939 ein Studium der Medizin abschloss. An der Johns Hopkins University erwarb er außerdem 1940 einen Master of Public Health.
Ab 1941 arbeitete er für die National Institutes of Health (NIH), fünf Jahre später wurde er Direktor des Bereichs Endokrinologie des National Cancer Institute (NCI). Er war bis 1966 für die NIH tätig und fungierte in den Jahren 1965/1966 als wissenschaftlicher Direktor des National Institute of Child Health and Human Development. Später wirkte er als Professor für Geburtshilfe und Gynäkologie an der George Washington University und in den Jahren 1972/1973 als Direktor für klinische Forschung am New York Medical College.
Roy Hertz war ab 1934 in erster Ehe und nach dem Tod seiner Frau ab 1965 in zweiter Ehe verheiratet sowie Vater eines Sohns und einer Tochter. Er starb 2002 in Hollywood, Maryland infolge von Herzinsuffizienz.

## Wirken

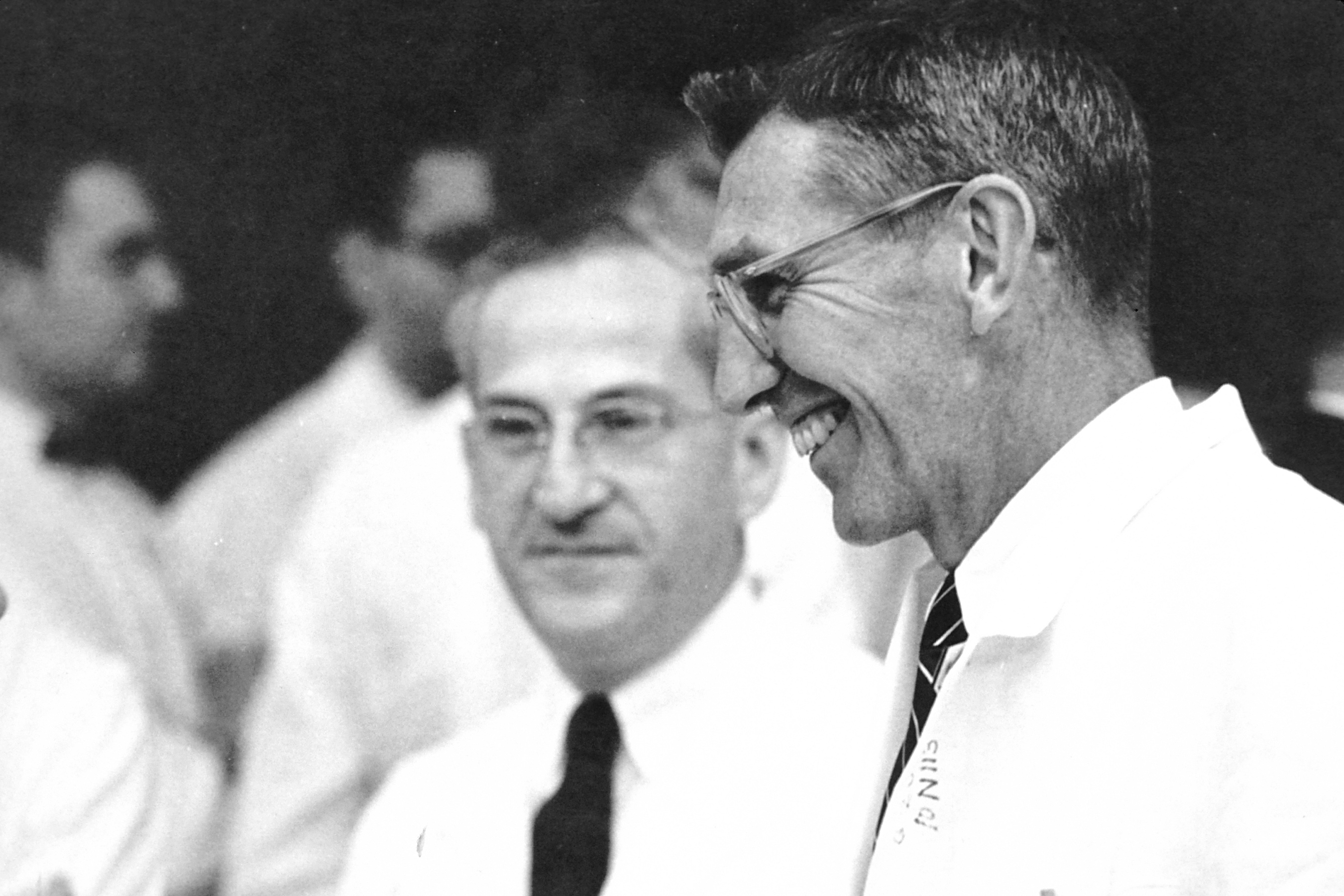
Roy Hertz (Bildmitte)

Während seiner Tätigkeit am NCI gelang Roy Hertz gemeinsam mit seinem Kollegen Min Chiu Li in den 1950er Jahren die erfolgreiche Behandlung von Patientinnen mit Chorionepitheliom, einem in der Regel invasiv und aggressiv wachsenden Tumor der Gebärmutter, durch die Anwendung von Methotrexat und später durch dessen Kombination mit Actinomycin D.
Damit konnte erstmals gezeigt werden, dass eine vollständige und dauerhafte Heilung einer metastasierenden soliden Krebserkrankung mit Hilfe einer chemotherapeutischen Substanz möglich ist. Darüber hinaus trug Roy Hertz, der während seiner Karriere mehr als 150 wissenschaftliche Publikationen veröffentlichte, durch Arbeiten zu Progesteron gemeinsam mit dem Chemiker Carl Djerassi zur Entwicklung der Antibabypille bei.

## Auszeichnungen
Roy Hertz und Min Chiu Li erhielten für ihre bahnbrechende Studie zur Behandlung des Chorionepithelioms, die als einer der wichtigsten Durchbrüche in der Entwicklung der Krebstherapie gilt, im Jahr 1972 den Lasker~DeBakey Clinical Medical Research Award. Roy Hertz wurde darüber hinaus im gleichen Jahr in die National Academy of Sciences aufgenommen sowie 1957 mit dem Anne Frankel Rosenthal Memorial Award for Cancer Research der American Association for the Advancement of Science und 1996 mit dem Fred Conrad Koch Award der Endocrine Society ausgezeichnet.

## Werke (Auswahl)
- Choriocarcinoma and Related Gestational Trophoblastic Tumors in Women. New York 1978
- A Quest for Better Contraception: The Ford Foundation’s Contribution to Reproductive Science and Contraceptive Development, 1959–1983. New York 1984 (als Mitautor)